# Kurmanaevka
Kurmanaevka (in russo Курманаевка?) è un villaggio della Russia europea sudorientale, situato nell'oblast' di Orenburg; è il centro amministrativo del rajon Kurmanaevskij.
Si trova sulla riva sinistra del fiume Buzuluk, 23 km a sud-ovest della città di Buzuluk e 260 km a nord-ovest di Orenburg.